# Otiothops giralunas
Otiothops giralunas là một loài nhện trong họ Palpimanidae. Loài này được phát hiện ở Guyana.